# 411vm 41
411vm 41 je enainštirideseta številka 411 video revije in je izšla julija 2000.
To je ena izmed redkih številk, ki nima članka Chaos. V Openers imata Rodrigo Teixeira in Karl Watson oba trik na Hubba Hideout, Josh Kasper pa pokaže ollie čez velik zid, ki ga je neuspešno poizkusil odpeljati v filmu The Storm. 
V članku Day in the life Steve Berra vidimo njegov osebni poligon za rolkanje še v izgradnji.
Med turnejo New Deal ekipe po Ekvadorju, Ricky Oyola in Kenny Reed rolkata preko črte, ki označuje ekvator.
Zadnji trik v članku Main event The Pit je Alex Chalmers dal tudi v svoj del v filmu One Step Beyond.

## Vsebina številke in glasbena podlaga
Glasbena podlaga je navedena v oklepajih.
- Openers Rob Gonzales, Soichiro Nakajima, Rodrigo Teixeira, Chris Dobstaff, Karl Watson, Josh Kasper
- Day in the life Steve Berra (The Charlatans UK - Good Witch / Bad Witch, Common - Payback is a Grandmother, Murs - Room 3:16, Murs - My Story)
- Wheels of fortune Soichiro Nakajima, Rodrigo Teixeira (The People Under the Stairs - The Slow Bullet, The People Under the Stairs - Time to Rock our Shit, Jazzyfatnastees - The Wound, Rappin Hood - E tudo no men nome)
- Main event The Pit
- Rookies Joey Pulsifer (Fugazi - No Surprise, Fugazi - Foreman's Dog)
- Road trip Tum Yeto v Kanadi, Powell v Puerto Riku, New Deal v Južni Ameriki, Stussy na Japonskem, Girl in Chocolate v Evropi (Egghunt - We All Fall Down, Alien Crime Syndicate - Atmosphere, DJ Frane - Boatman, The Nextmen - Mental Alchemy, Death in Vegas - Dirt)
- Spot check San Dimas Park, Mission Valley YMCA Skatepark (Ugly Ducking - Evrything's Alright, Jazzyfatnastees - The Lie)

Glasba v zaslugah je Blink 182 - What's my Age Again?.